# Walther Reichel
Walther Reichel (* 20. September 1914 in Berlin-Charlottenburg; † 25. Januar 1945 südlich von Oppeln) war ein deutscher Klassischer Archäologe.
Nach dem Abitur auf dem Ratsgymnasium Hannover studierte Reichel seit dem Sommersemester 1933 in Berlin und München Klassische Archäologie. Am 9. Mai 1940 wurde er bei Ernst Buschor an der Ludwig-Maximilians-Universität München mit einer Arbeit zum Thema Griechisches Goldrelief promoviert. Die Arbeit gilt als kriegsbedingt etwas übereilig verfasst, sie wurde vom Archäologischen Institut des Deutschen Reichs veröffentlicht. Für 1942/43 wurde ihm das Reisestipendium des Deutschen Archäologischen Instituts verliehen, dass er kriegsbedingt nicht antreten konnte. Reichel fiel als Soldat der Wehrmacht.

## Schriften
- Griechisches Goldrelief, Schriften zur Kunst des Altertums 5, Archäologisches Institut des Deutschen Reichs, Berlin 1942.
  - Rezension: Emil Kunze, in Gnomon 22, 1949, S. 1–11.